# Esprit de corps (EP)
Pour les autres significations, voir Esprit de corps.
 (février 2024).
Si vous disposez d'ouvrages ou d'articles de référence ou si vous connaissez des sites web de qualité traitant du thème abordé ici, merci de compléter l'article en donnant les références utiles à sa vérifiabilité et en les liant à la section « Notes et références ».
Albums de Wild Beasts
All Men
(2005)
Esprit De Corps est le deuxième EP du groupe britannique d'indie pop Wild Beasts, sorti en 2005.

## Liste des chansons
| No | Titre                                     | Durée |
| -- | ----------------------------------------- | ----- |
| 1. | Brave Bulging Buoyant Clairvoyants (Demo) |       |
| 2. | The Lads                                  |       |
| 3. | Woebegone Wanderers (Demo)                |       |

## Personnel
- Hayden Thorpe - chant, guitare, basse, clavier
- Tom Fleming - chant, guitare, basse, clavier
- Ben Little - première guitare
- Chris Talbot - batterie